# Opération Anaconda (Guyane)
Pour les articles homonymes, voir Opération Anaconda (homonymie) et Anaconda (homonymie).
L'opération Anaconda est une opération militaire de la gendarmerie nationale française menée de 1997 à 2008 en Guyane contre les sites d'orpaillage clandestins avec l'intervention du PSIG de Kourou. 

## Objectifs
Ces opérations consistent, pour la gendarmerie nationale française, à repérer en hélicoptère les sites clandestins d'orpaillage, puis à intervenir immédiatement pour détruire les moteurs des pompes ou des groupes électrogènes indispensables à l'orpaillage.
Le but est de rendre l'exploitation de l'or non rentable et donc de décourager les futurs orpailleurs.

## Résultats
En 2005, le bilan des opérations Anaconda est le suivant :
- 107 opérations (22 en 2002, 37 en 2003 et 73 en 2004),
- 1 252 étrangers en situation irrégulière interpellés,
- destruction de 300 motos-pompes, 80 groupes électrogènes, 130 pirogues et 30 véhicules (valeur estimée à 20 millions d'euros par les autorités),
- confiscation du mercure.

Un orpailleur clandestin (garimpeiro) rapporte : « jusque début 2005, les patrons d’Oiapoqué qui financent des sites illégaux en Guyane, faisaient toujours crédit sur le matériel. Aujourd’hui, c’est fini. »
Les résultats de ces opérations sont généralement considérés comme insuffisants en regard de l'ampleur de cette pratique illégale. L'une des causes de cette insuffisance serait imputable à la carence en moyens d'héliportage[réf. nécessaire].
Le 7 janvier 2006, sur la Mana, l'adjudant de gendarmerie Alain Claverie, commandant la brigade de gendarmerie de Mana est tué à la suite d'une manœuvre volontaire de chavirage effectuée par un individu interpellé à la suite d'une opération de contrôle de l'immigration clandestine,.
En 2008, les moyens ont été renforcés : les forces armées (Terre et Air, principalement) contribuent à la nouvelle opération appelée Harpie.